# Leszek Sykulski
Leszek Sykulski (ur. 4 listopada 1981 w Częstochowie) – polski historyk, politolog, geopolityk, nauczyciel akademicki, działacz społeczny, urzędnik państwowy i działacz polityczny.

## Życiorys

### Wykształcenie
Ukończył studia historyczne na Wydziale Historycznym Uniwersytetu Jagiellońskiego. W 2013 uzyskał doktorat z nauk społecznych w zakresie nauk o polityce (w specjalności: geopolityka i geografia polityczna) na Uniwersytecie Śląskim w Katowicach na podstawie napisanej pod kierunkiem Marka Barańskiego dysertacji Polska myśl geopolityczna w latach 1989–2009.

#### Praktyka wojskowa
Jest absolwentem Akademii Obrony Narodowej w Warszawie. Jako ochotnik zgłosił się do odbycia przeszkolenia wojskowego. Przeszkolenie podoficerskie odbył w Centrum Szkolenia Wojsk Lądowych w Poznaniu, następnie praktykę dowódczą w 15 Giżyckiej Brygadzie Zmechanizowanej. Absolwent kursu oficerów rezerwy w Wyższej Szkole Oficerskiej Wojsk Lądowych im. gen. Tadeusza Kościuszki we Wrocławiu (w stopniu podporucznika rezerwy). Ostatecznie praktykę wojskową ukończył w stopniu porucznika rezerwy.

### Działalność zawodowa
Pracował w Zakładzie Nauk o Obronności na Uniwersytecie Humanistyczno-Przyrodniczym im. Jana Długosza w Częstochowie. Pełnił funkcję zastępcy dyrektora ds. dydaktyki Instytutu Nauk Społecznych i Bezpieczeństwa UJD. W latach 2006–2010 pracował również jako analityk ds. bezpieczeństwa międzynarodowego w Kancelarii Prezydenta RP w czasie prezydentury Lecha Kaczyńskiego. W latach 2006–2007 z nominacji prezydenta zasiadał w Komisji Weryfikacyjnej WSI jako protokolant.
Założyciel Polskiego Towarzystwa Geopolitycznego (2008), w latach 2008–2009 oraz 2012–2014 zasiadał jako prezes w jego zarządzie (od 2014 jako prezes honorowy). W latach 2007–2016 pełnił funkcję prezesa stowarzyszenia Instytut Geopolityki. W okresie 2009–2016 był redaktorem naczelnym kwartalnika „Przegląd Geopolityczny” (redagował tomy od 1 do 15). W latach 2011–2019 redaktor naczelny dziennika internetowego Geopolityka.net. Przez pełną pięcioletnią kadencję (2018–2023) pełnił funkcję biegłego sądowego przy Sądzie Okręgowym w Częstochowie w zakresie bezpieczeństwa państwa i ekstremizmu politycznego. Również prezes zarządu Polskiego Towarzystwa Geostrategicznego oraz prezes Towarzystwa Naukowego Wschodoznawców. W przeszłości prezes Polskiego Towarzystwa Polityki Zagranicznej. 3 lutego 2023 został współzałożycielem ruchu społecznego „Polski Ruch Antywojenny” (PRA) zmierzającego do minimalizacji zaangażowania Polski w wojnę na Ukrainie. Polski Ruch Antywojenny zarejestrował komitet na wybory parlamentarne w 2023, jednak Państwowa Komisja Wyborcza odrzuciła zebrane przez niego podpisy, co uniemożliwiło ugrupowaniu udział w wyborach.

### Działalność akademicka
Wykładał w Akademii Obrony Narodowej (2011–2013), Akademii Polonijnej w Częstochowie (2012), Uniwersytecie Humanistyczno-Przyrodniczym im. Jana Długosza w Częstochowie (2018–2020), w Katedrze Bezpieczeństwa Narodowego Akademii Nauk Stosowanych im. Józefa Gołuchowskiego w Ostrowcu Św. (2013–2018, 2020–2023).

### Działalność polityczna
W wyborach parlamentarnych w 2015 kandydował do Sejmu z 2. miejsca listy Nowoczesnej (nie będąc członkiem partii). 17 sierpnia 2019 zadeklarował swój start do Senatu (okręg nr 69) z listy Konfederacji, który ostatecznie nie nastąpił. Później został członkiem Konfederacji Korony Polskiej, z której wystąpił w maju 2023. Został następnie prezesem partii Bezpieczna Polska zarejestrowanej sądownie we wrześniu 2023.

## Kontrowersje
W czasie rosyjskiej inwazji na Ukrainę w 2022 w publicznych wystąpieniach i wywiadach opowiadał się za udzielaniem pomocy humanitarnej dla obywateli Ukrainy, natomiast sprzeciwiał się udzielaniu przez Polskę pomocy wojskowej dla tego państwa, argumentując, że wpłynie to niekorzystnie na bezpieczeństwo narodowe RP i może grozić wojną z Rosją. Wywoływało to krytykę niektórych środowisk politycznych i publicystycznych. 27 kwietnia 2022 przeprowadził wywiad z ambasadorem Federacji Rosyjskiej w Polsce, Siergiejem Andriejewem.
Jego działalność określana jest jako prorosyjska. Rzecznik ministra koordynatora służb specjalnych, Stanisław Żaryn określił tezy Sykulskiego jako „wpisujące się w propagandę Rosji”. Paweł Gotowiecki, rektor Akademii Nauk Stosowanych w Ostrowcu Świętokrzyskim, na której wykładał Sykulski, uważa, że działania Polskiego Ruchu Antywojennego godzą w polską rację stanu.
Na prowadzonym regularnie kanale „Leszek Sykulski” w serwisie YouTube publikowane są treści propagujące teorie spiskowe, m.in. Wielki Reset, Nowy porządek świata, czy zorganizowania akcja przesiedleńcza przeprowadzana przez Ukrainę na terenie Polski.

## Odznaczenia
- Medal „Pro Patria” przyznawany przez dyrektora Urzędu ds. Kombatantów i Osób Represjonowanych (2016)[2][34].
- Brązowy Krzyż Zasługi nadany przez prezydenta RP Andrzeja Dudę (2021)[2][35].

## Wybrane publikacje

### Publikacje autorskie[36]
- Myśl geopolityczna Aleksandra Dugina, Częstochowa 2024, ISBN 978-83-61294-25-2.
- Podstawy geopolityki, Ostrowiec Świętokrzyski 2022, ISBN 978-83-64557-54-5.
- Rosyjska geopolityka a wojna informacyjna, Warszawa 2019, ISBN 978-83-012054-0-9.
- Geopolityka a bezpieczeństwo Polski, Warszawa 2018 (wyd. I), ISBN 978-83-950193-5-7.
- Polska myśl geopolityczna w latach 1989–2009, Chorzów 2015, ISBN 978-83-941420-0-1.
- Geopolityka. Skrypt dla początkujących, Częstochowa 2014, ISBN 978-83-65047-00-7.
- Geopolityka, czyli pochwała realizmu. Szkice teoriopoznawcze, Warszawa 2011, ISBN 978-83-61748-02-1.
- Geopolityka. Słownik terminologiczny, Warszawa 2009, ISBN 978-83-01-15968-9.
- Edward Dembowski (1822–1846). Biografia polityczna, Toruń 2006, ISBN 978-83-89588-59-3.

### Redakcja
- Geopolityka Rosji i obszaru postsowieckiego, Warszawa 2020, ISBN 978-83-64557-54-5.
- Studia nad rosyjską geopolityką, Częstochowa 2014, ISBN 978-83-931924-5-8.
- Geopolitics – Grounded in the Past, Geared Toward the Future, Częstochowa 2013, ISBN 978-83-931924-4-1.
- Czas i przestrzeń. Czynnik geograficzny w badaniu przeszłości, Częstochowa 2013, ISBN 978-83-931924-8-9.
- Przestrzeń i polityka. Czynnik geograficzny w badaniach politologicznych, Częstochowa 2013, ISBN 978-83-935566-0-1.